# 云合镇
云合镇，是中华人民共和国四川省成都市金堂縣下辖的一个乡镇级行政单位。

## 行政区划
云合镇下辖以下地区：
云桥社区、江龙桥村、磨盘山村、姜家桥村、金鸡山村、白象村、石河村、黄鹤村、天元村、三桥村和白塔村。